# Герберт, Уильям (поэт)
Уильям (Билл) Герберт (англ. W.N. (Bill) Herbert) — британский поэт, проживающий в Данди (Шотландия). Родился в 1961 году. Рабочие языки — английский и шотландский. Вместе с поэтом Ричардом Прайсом основал журнал «Gairfish».
Образование получил в Оксфорде, колледж Брэйсноуз (англ. Brasenose College). Доктор философии (PhD), 1992. В 1996—2002 годах работал в Университете Ланкастера. В настоящее время занимается преподавательской деятельностью в университете Ньюкасла (Школа английского языка). Вместе с китайским поэтом Ян Лянем принимал участие в создании «Антологии сравнительной китайской поэзии, 1978—2008 гг.» (англ. Jade Ladder: Contemporary Chinese Poetry), опубликованной в 2012 году «Bloodaxe Books».

## Поэзия
- Dundee Doldrums (1991)
- The Testament of the Reverend Thomas Dick (1994)
- Cabaret McGonagall (1996)
- The Laurelude (1998)
- The Big Bumper Book of Troy (2002)
- Bad Shaman Blues (2006)